# Geneviève Termier
Geneviève Termier (Paris, França, 2 de abril de 1917 - Saint-Rémy-lès-Chevreuse, França, 27 de maio de 2005) foi uma paleontóloga e cientista evolucionista francesa. Foi directora de pesquisa do Centro Nacional Francês de Pesquisa Científica (CNRS), sendo considerada, juntamente com o seu marido Henri Termier, uma das maiores paleontólogas francesas do século XX. Era especialista no estudo dos gastrópodes, tendo também estudado os braquiópodes do Permiano do Sudeste Asiático.

## Biografia
Nascida em Paris, a 2 de abril de 1917, com o nome de Geneviève Delpey, muito cedo revelou talento para as ciências e as artes, seguindo os seus estudos académicos em Desenho e Ilustração Científica. Terminado o seu curso, o geólogo Charles Jacob convidou-a para com ele trabalhar e ingressar na Sorbonne em 1937, onde desenvolveu uma extensa pesquisa paleontóloga sobre um dos mais antigos tipos de gastrópodes, os Pleurotomaria.
Após, realizou várias pesquisas no Médio Oriente com o geólogo suíço Louis Dubertret e, em 1939, publicou a sua dissertação sobre gastrópodes mesozóicos do Líbano. Em "les Gastéropodes mésozoïques de la Région libanaise", Geneviève combinou dados científicos da paleontologia com elementos da teoria darwinista da evolução biológica para reconstruir a evolução dos gastrópodes, utilizando a noção de "grau" com base no sistema respiratório e vestígios de crescimento do manto do ser. Denotando a importância dos factores ambientais no desenvolvimento dos gastrópodes, Geneviève propôs ainda a primeira classificação da espécie, tornando-se numa pioneira no ramo da paleontologia estratigráfica. 
Em 1942 viajou para o Alto Atlas, em Marrocos, a convite do Serviço Geológico de Marrocos, onde conheceu o geólogo e descobridor do primeiro espécime conhecido de Titanichthys agassizi, Henri Termier, sobrinho do famoso geólogo  francês Pierre Termier. Em novembro desse mesmo ano, Geneviève casou-se com Henri, e três anos mais tarde foi mãe do único filho do casal, Michel Termier.
Desde esse momento, o casal passou a trabalhar quase sempre junto, focando-se Geneviève na paleontologia e Henri na estratigrafia e petrografia. Juntos, estudaram o Maciço de Tichka, publicaram várias obras, tratados e teses, participaram em conferências internacionais, viajaram por todo o Norte de África, viveram em Argel e em 1955, regressaram a França, onde Henri assumiu o cargo de professor universitário na Sorbonne.
Com uma longa carreira e inúmeras publicações, tornou-se numa pesquisadora de renome internacional, destacando-se nos campos da paleontologia, paleontologia estratigráfica, geologia e paleogeografia.
Anos mais tarde, Geneviève Termier assumiu o cargo de directora de pesquisa do Centro Nacional Francês de Pesquisa Científica (CNRS).
Nos seus últimos anos de vida, Geneviève sofreu de uma longa e debilitante doença, falecendo a 27 de maio de 2005, em Saint-Rémy-lès-Chevreuse, perto de Paris, com 88 anos de idade.

## Obras Publicadas
Durante a sua vida, Geneviève Termier publicou várias obras sobre os seus estudos e descobertas geológicas e paleontólogas, sempre acompanhada pelo seu marido Henri Termier, tais como:
- Paléontologie marocaine - 5 volumes
- Histoire géologique de la biosphère[5]
- Formation des continents et progression de la vie
- L'évolution de la lithosphère[6]
- Quelques faits paléogéographiques et paléoécologiques relatifs à la limite de l'antécambrien et du cambrien
- Biologie et écologie des premiers fossiles[7]
- Bryozoaires du paléozoïque supérieur de l'afghanistan
- Réflexions sur la sédimentation marine dans ses rapports avec l'érosion continentale
- Atlas de paléogéographie[8]
- Generalites sur les invertebres fossiles[9]
- La trame géologique de l'histoire humaine[10]
- Iniciação à la paléontologie
- Sur la partie inférieure du flysch crétacé du djurjura